# Zbiroh
Zbiroh (en allemand : Sbirow, auparavant Zbirow) est une ville du district de Rokycany, dans la région de Plzeň, en République tchèque. Sa population s'élevait à 2 527 habitants en 2024.

## Géographie
Zbiroh se trouve à 19 km au nord-est de Rokycany, à 32 km au nord-est de Plzeň et à 54 km au sud-ouest de Prague.
La commune est limitée par Ostrovec-Lhotka au nord, par Líšná, Týček et Cerhovice à l'est, par Kařez, Cekov et Sirá au sud, et par Plískov, Drahoňův Újezd et Terešov à l'ouest.

## Histoire
La première mention écrite de la localité date de 1250.

## Administration
La commune se compose de cinq sections :
- Chotětín
- Jablečno
- Přísednice
- Třebnuška
- Zbiroh

## Galerie

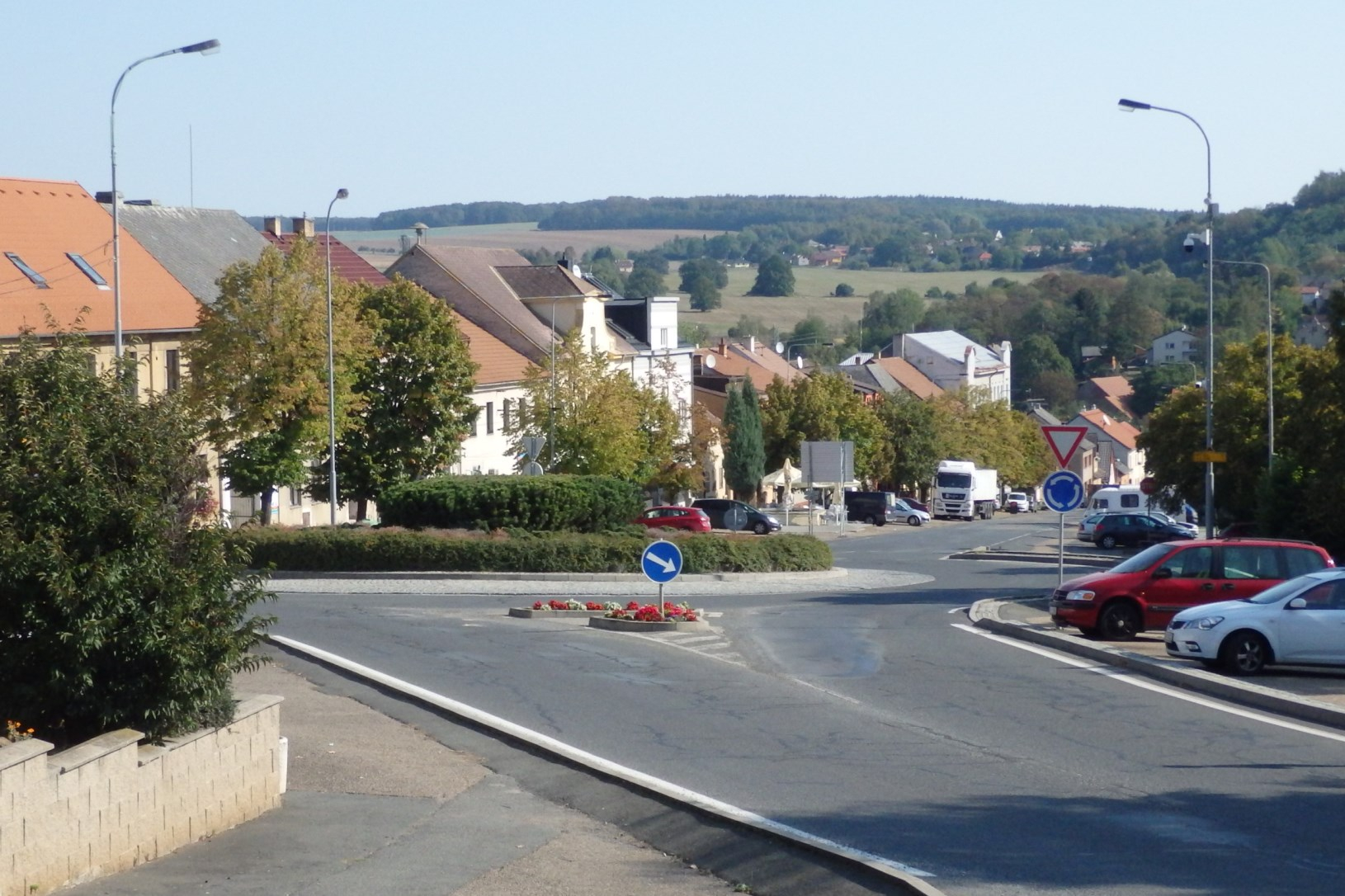
La place centrale vue depuis l'ouest.
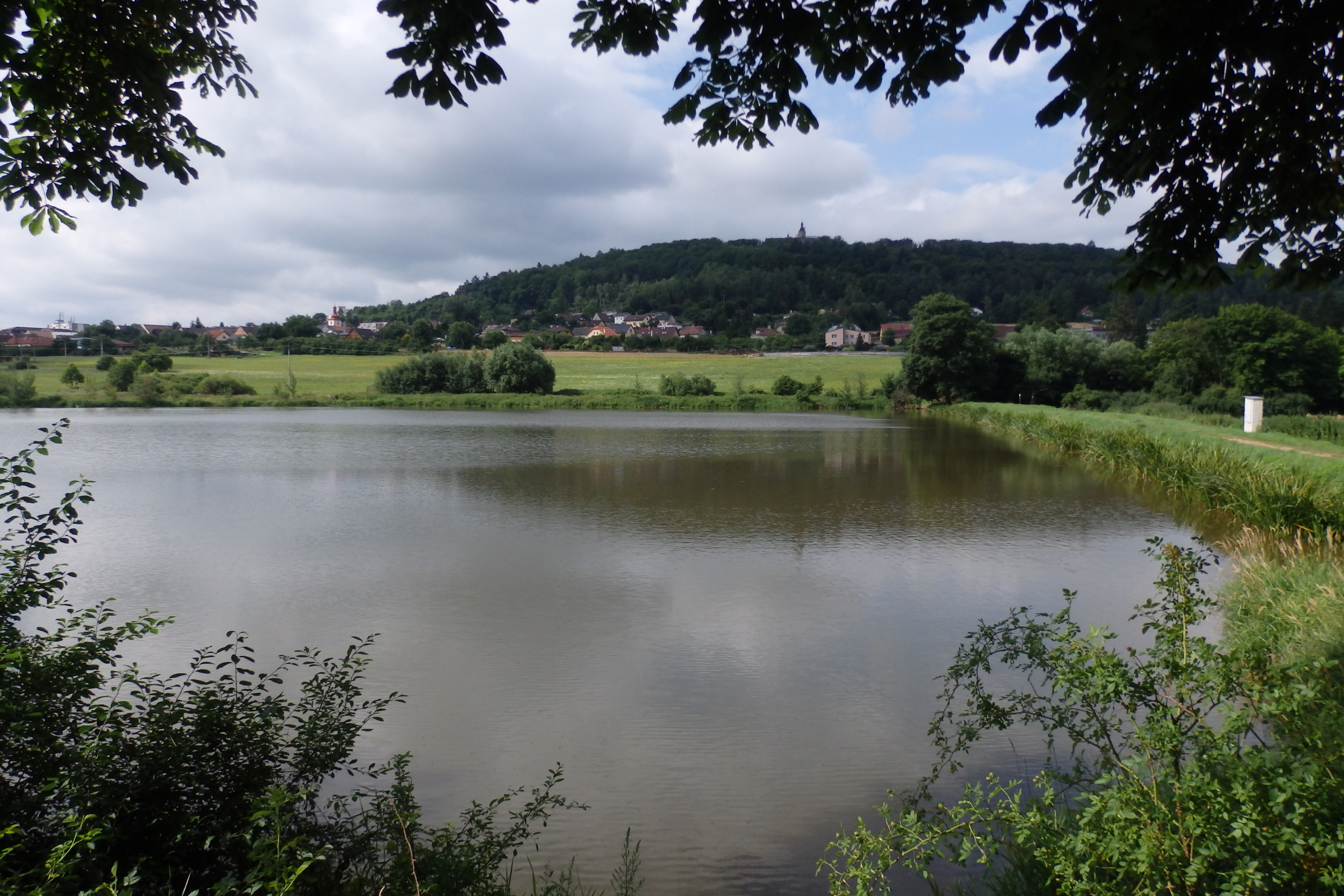
Étang à Zbiroh.

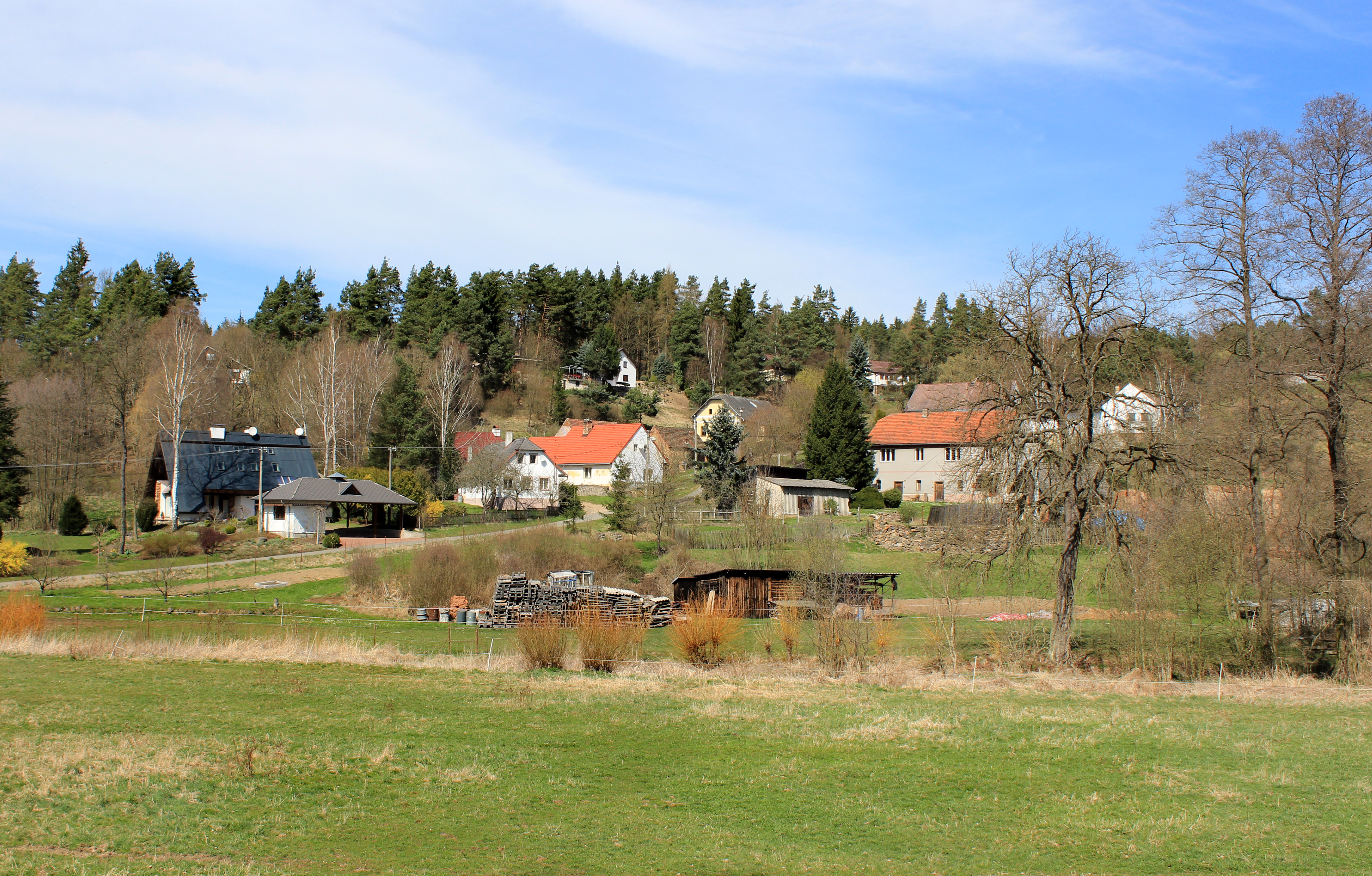
Hameau de Chotětín.
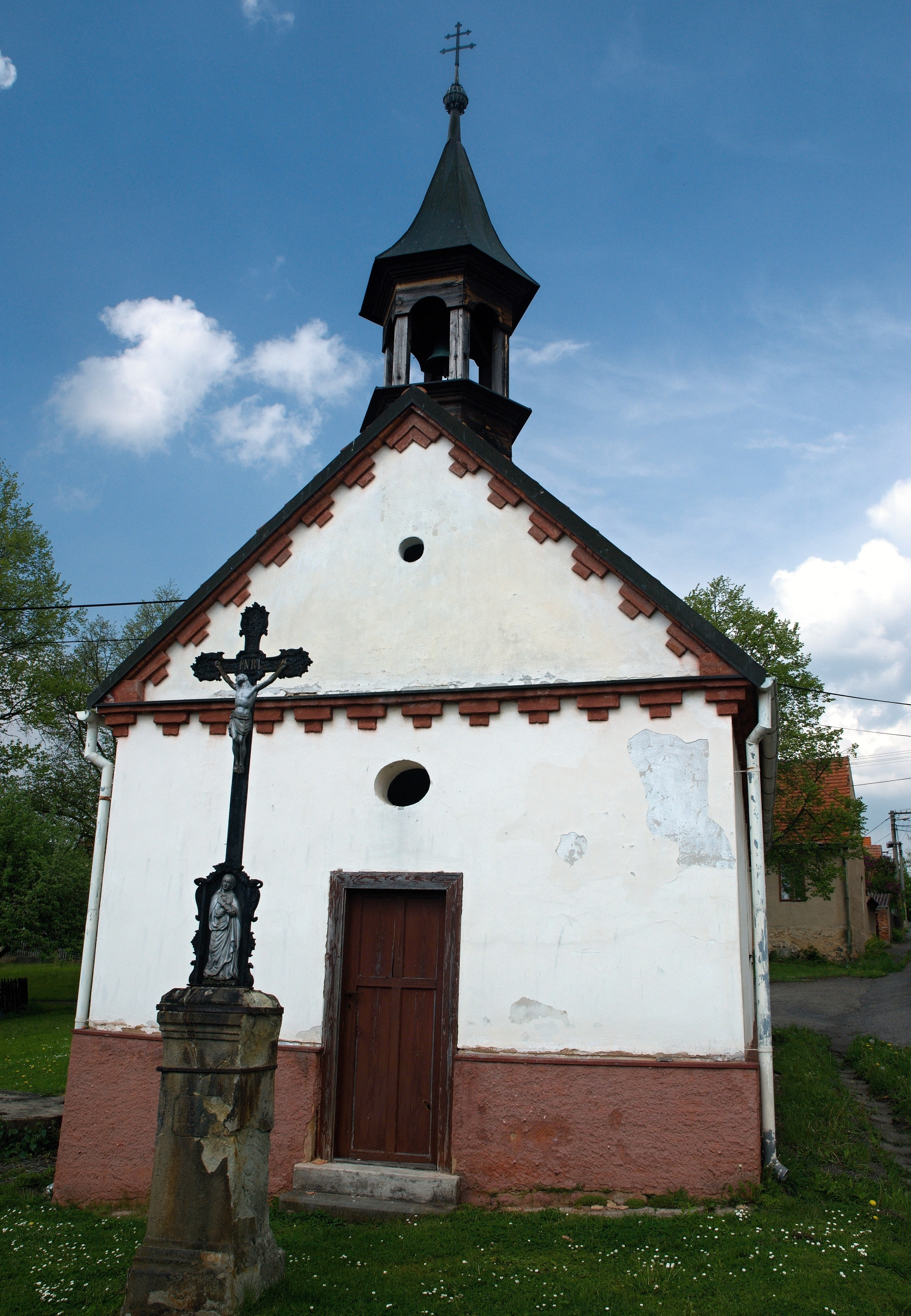
Chapelle à Jablečno.
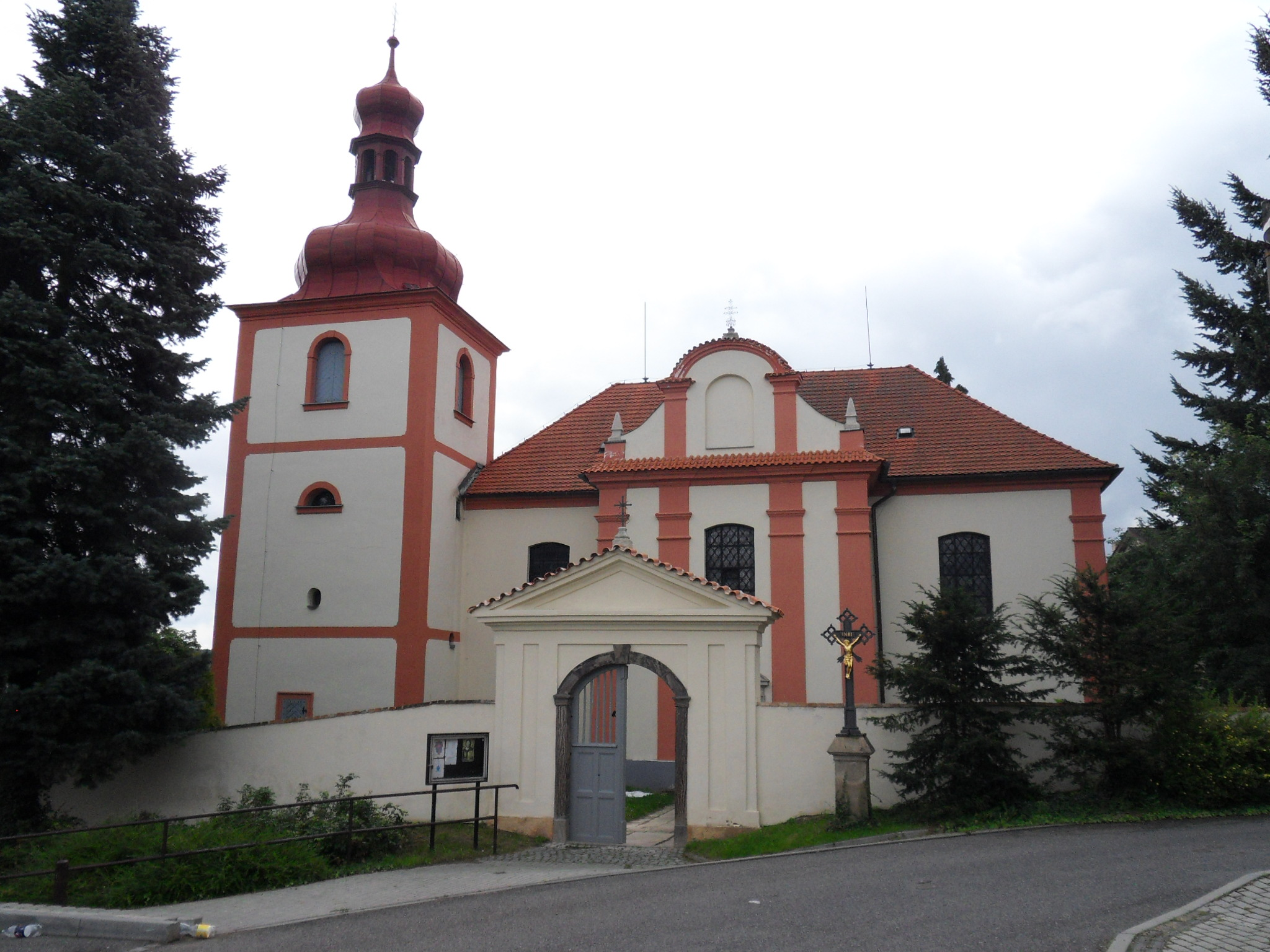
L'église Saint-Nicolas.

## Transports
Par la route, Zbiroh se trouve à 12 km de Hořovice, à 26 km de Rokycany, à 31 km de Beroun, à 38 km de Plzeň et à 64 km de Prague.